# Austrian Airlines
The charming way to fly
(« La façon charmante de voler »)
Austrian (nom commercial) (Code AITA : OS ; code OACI : AUA) est la compagnie aérienne nationale de l'Autriche, faisant partie du groupe Austrian Airlines Group qui comprend également des filiales, détenues à 100 % comme Tyrolean (Austrian Arrows). Elle-même filiale du groupe Lufthansa, elle participe à son programme de fidélisation Miles & More. Elle est membre de l'alliance aérienne Star Alliance.

## Histoire

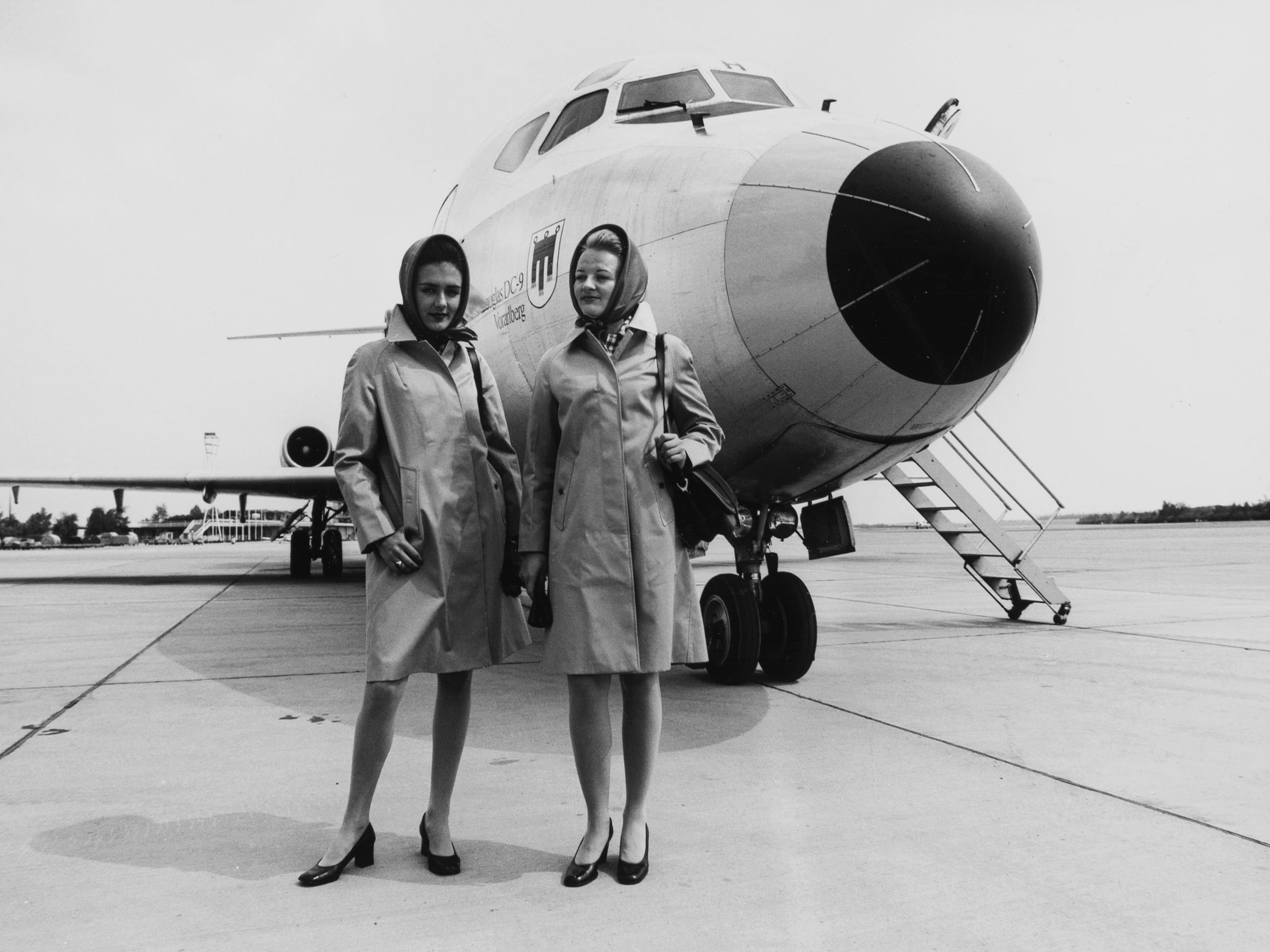
Un DC9 d'Austrian à l'aéroport de vienne

Austrian Airlines est lancée le 30 septembre 1957 sous le nom Österreichische Luftverkehrs AG, après la fusion d’Air Austria et Austrian Airways. Son vol inaugural a lieu le 31 mars 1958, un Vickers Viscount 779 reliant Vienne à Zurich puis Londres, les vols intérieurs étant lancés le 1er mai. En février 1963, Austrian Airlines met en service son premier jet, une Caravelle VI-R. Le premier vol intercontinental a lieu le 1er avril 1969 vers New York via Bruxelles, en partenariat avec Sabena. En 1971, elle reçoit le premier des onze Douglas DC-9 commandés, et n’opère plus que des avions à réaction. Huit McDonnell Douglas MD-80 rejoignent sa flotte à partir d’octobre 1980, et ses premiers Airbus A310 sont livrés en 1988.

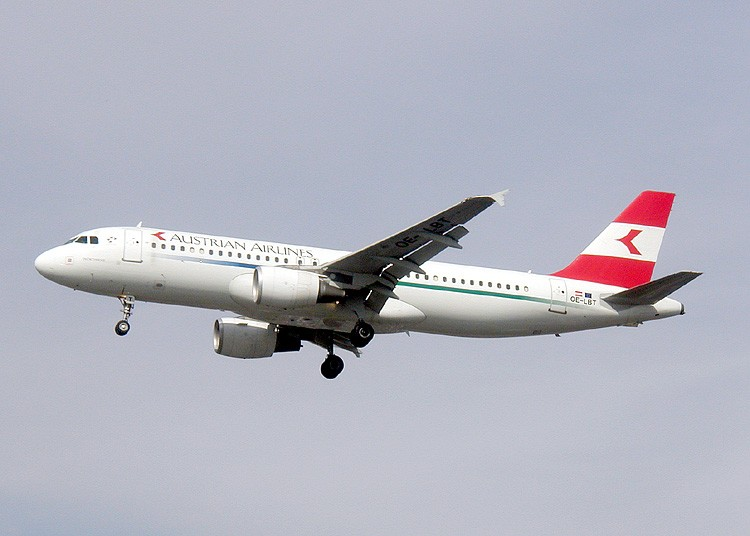
Un Airbus d'Austrian en 2003

Austrian Airlines acquiert 36 % du capital de Lauda Air en 1997, et monte dans celui de Tyrolean Airways pour atteindre les 100 % deux ans plus tard. En 2000, la compagnie autrichienne intègre Star Alliance et prend le contrôle de Lauda Air, qui à partir de 2004 n’opère plus que des vols charter tandis que Tyrolean se spécialise dans les vols régionaux. Un plan de restructuration est lancé en 2006, mais n’empêche pas sa privatisation deux ans plus tard – Lufthansa étant sélectionnée aux dépens d’Air France-KLM et S7 Airlines, et la transaction finalisée en septembre 2009 (Lauda Air ne sera fusionnée qu’en 2012, après une recapitalisation d’Austrian Airlines)..
Le 20 avril 2012, à la suite de l’échec de négociations avec ses employés sur un nouveau plan d’économies, Austrian Airlines transfère toutes ses opérations à la filiale Tyrolean Airways. La mise en place est prévue le 1er juillet, mais 110 pilotes et 250 personnels navigants refusent le changement de convention collective et quittent le groupe. Ce dernier a des actions dans 24 compagnies, y compris Ukraine International Airlines et TUI Austria.

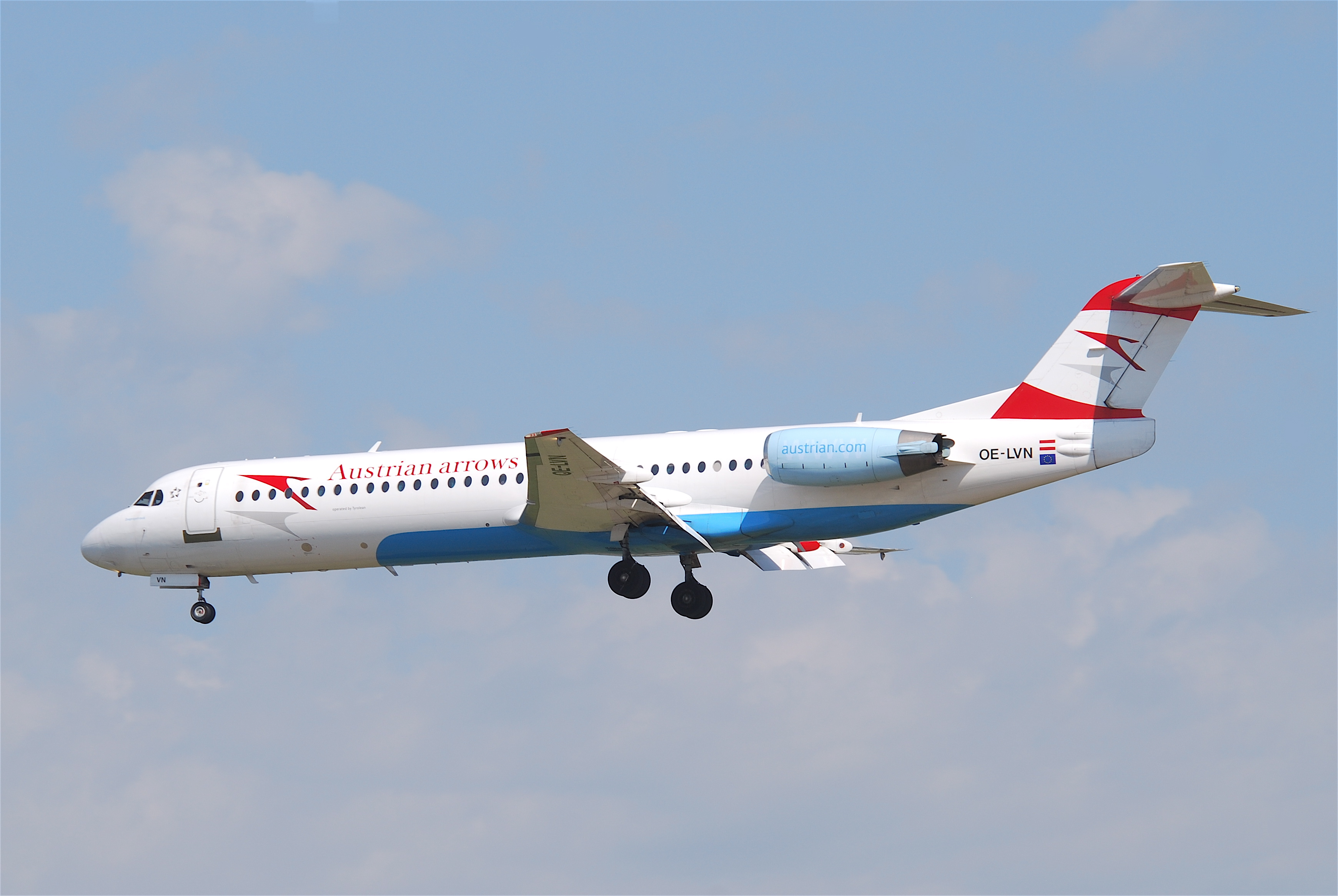
Un fokker 100 d'Austrian (OE-LVN)

Au mois d'octobre 2014, à la suite de la signature d'un nouveau contrat de travail avec ses salariés, Austrian annonce qu'elle réintégrera les  employés et les opérations de Tyrolean aux opérations d'Austrian à compter du 1er avril 2015. À cette date, les vols seront tous opérés par Austrian Airlines et non plus par Tyrolean Airways.

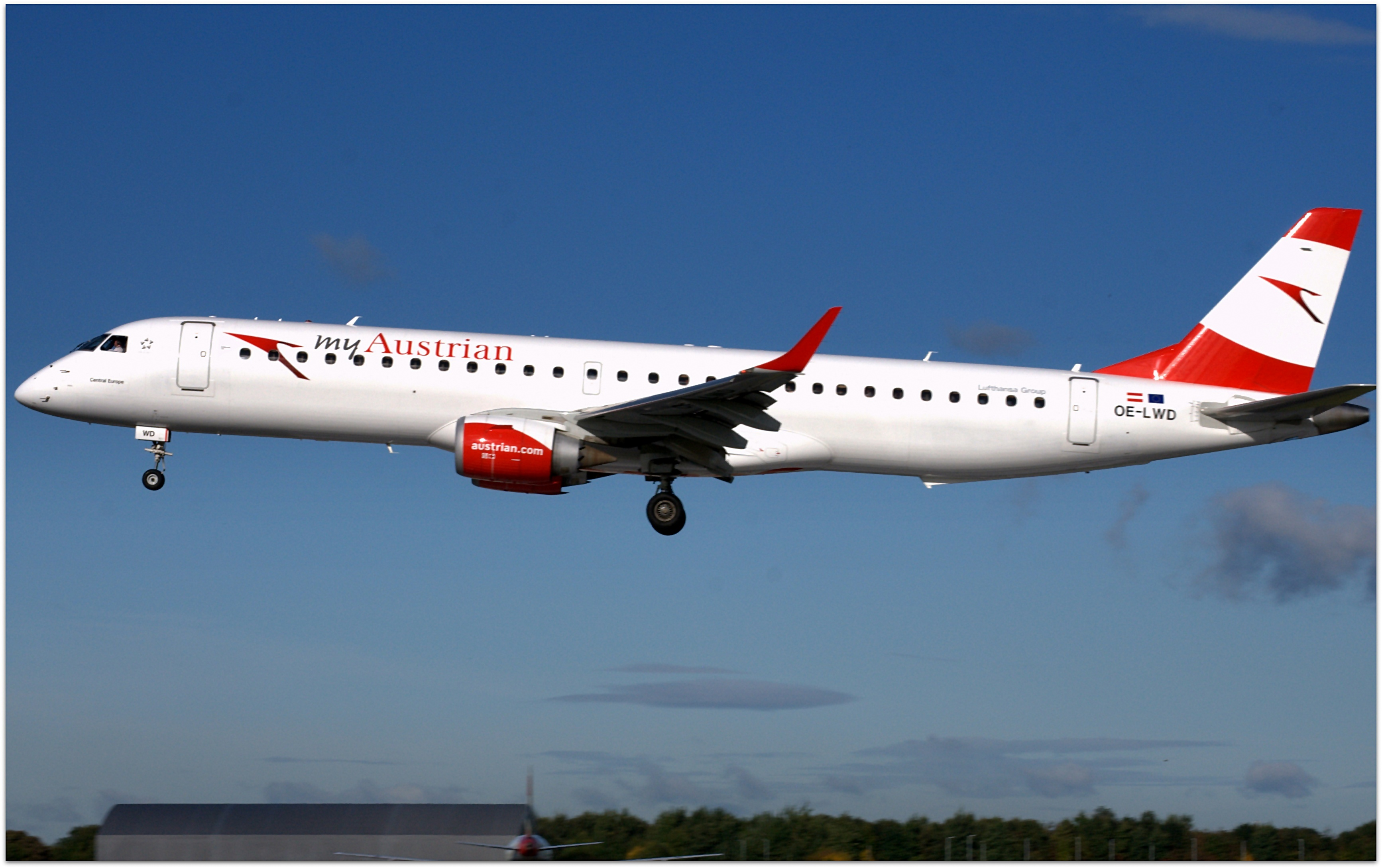
Un Embraer 195 avec la livrée "myAustrian" abandonnée en 2016

Le 25 mars 2015, la compagnie annonce l'introduction d'un nouveau concept intitulé "myAustrian" qui inclut une réactualisation de son identité visuelle ainsi que l'ouverture de nouvelles lignes. Mais celle-ci, décriée, est modifiée en janvier 2016 en supprimant le mot "my" devant le nom "Austrian".
En janvier 2015, la société mère d'Austrian, le groupe allemand Lufthansa, annonce le transfert des Embraer 195 opérés jusqu'alors par Lufthansa CityLine à Austrian Airlines. Ces avions ont pour but de remplacer les vieux Fokker 70 et Fokker 100 de la compagnie autrichienne. En août 2016, Austrian aura réceptionné huit des 17 Embraer attendus tandis que neuf des 23 Fokker ont quitté la flotte. En 2017, les derniers Fokker 100 suivent les Fokker 70 qui avaient déjà quitté la flotte en cours d'année. La même année, la compagnie offre un service de connexion Internet à bord de ses avions court et moyen courrier.

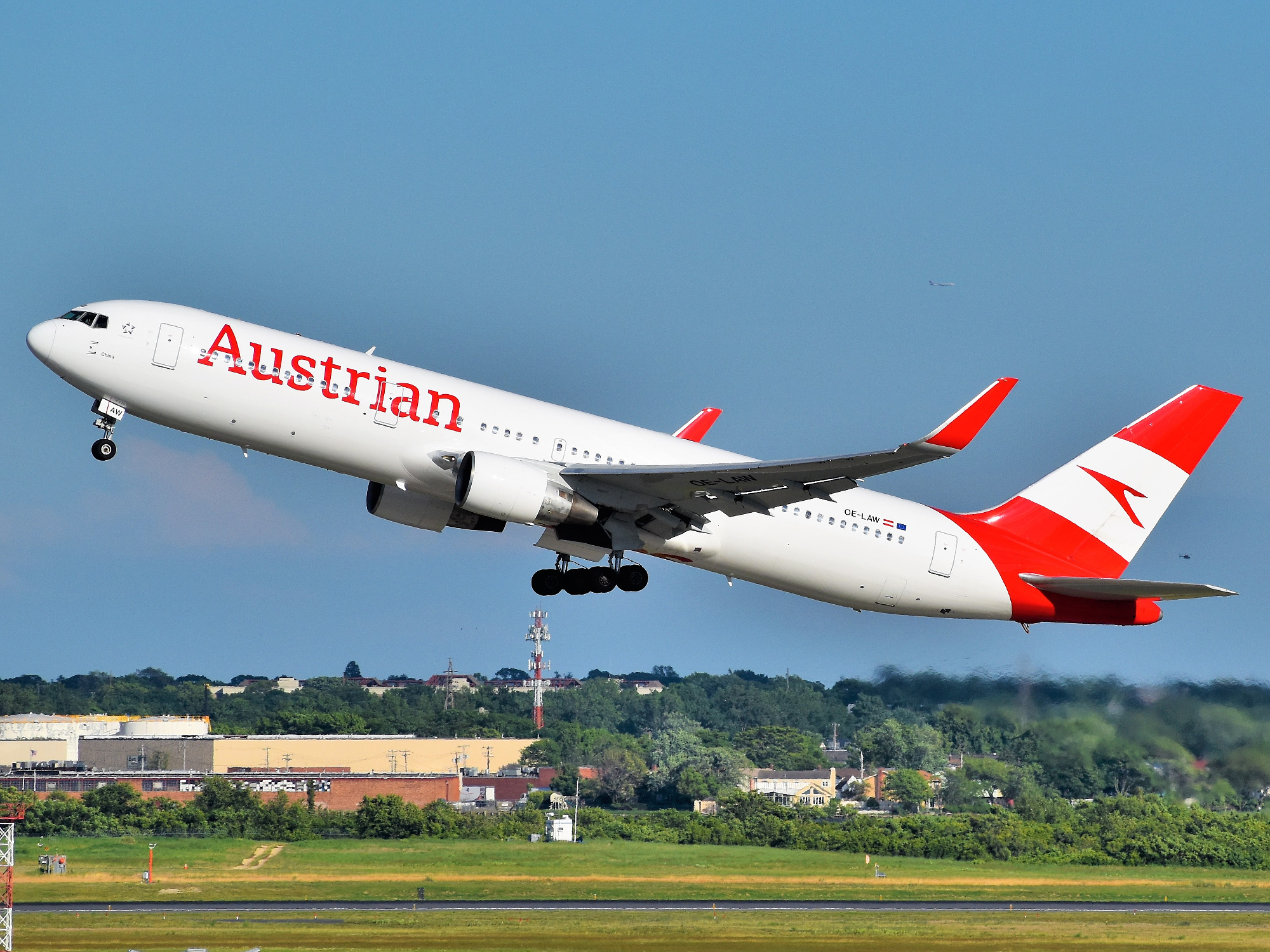
Boeing 767 avec la livrée actuelle

En 2018, Austrian Airlines réadapte une nouvelle fois son identité en déployant un nouveau logo et une nouvelle livrée pour « pour répondre aux exigences du monde numérique » Le logo est, à cette occasion, légèrement redessiné et agrandi sur les fuselages des avions de manière à être facilement lu et reconnu. L'empennage de l'avion, lui est également redessiné et "élargi optiquement". Ainsi, en mai 2018, la compagnie présente son premier avion, un Boeing 777, avec les nouvelles couleurs. La compagnie indique qu'il faudra environ sept ans pour que tous les avions puissent bénéficier de cette livrée.
En janvier 2019, la compagnie annonce un plan de restructuration de sa flotte et de son réseau, prévoyant ainsi de remplacer sa flotte de turbopropulseurs, les Dash 8-Q400, par des Airbus A320 avant 2021. Les bases avec équipage autre que l'aéroport de Vienne sont par ailleurs fermées et tous les vols non transitant par l'aéroport International de Vienne seront pris en charge soit par Lufthansa, soit par sa filiale Eurowings.
En 2020, la pandémie du Covid-19 oblige la compagnie à revoir ses prévisions, et présente un plan de reprise qui prévoit d'opérer au total soixante avions en 2022 (dont neuf avions long-courrier), soit dix de moins que prévu. Les Dash 8-Q400, les Airbus A319 et trois de ses six Boeing 767-300 les plus anciens seront retirés de sa flotte, rajeunissant ainsi la moyenne d'âge.
La compagnie est visée par une plainte pour pratiques commerciales trompeuses d'écoblanchiment en compagnie de 16 autres compagnies par 22 associations européennes de consommateurs en juin 2023.

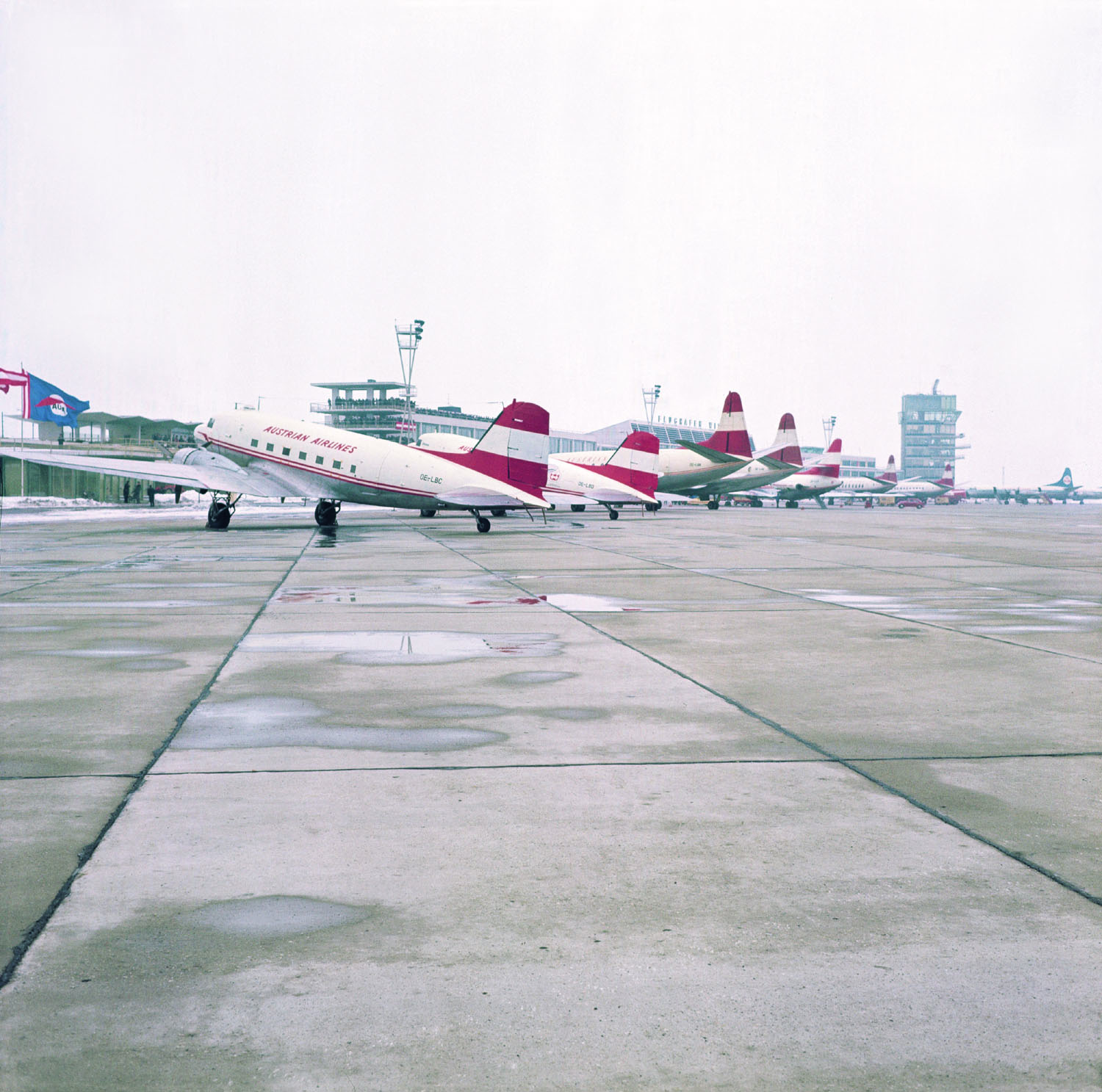
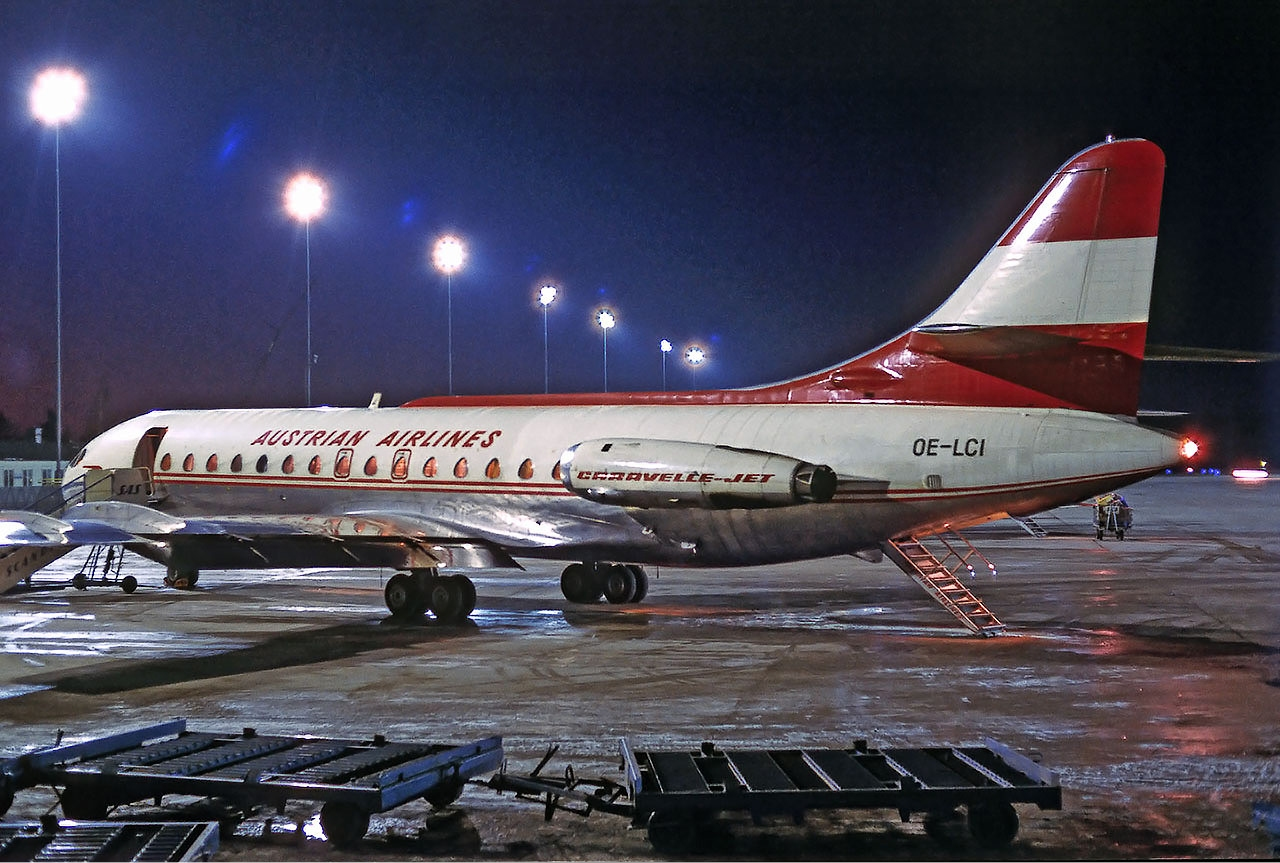
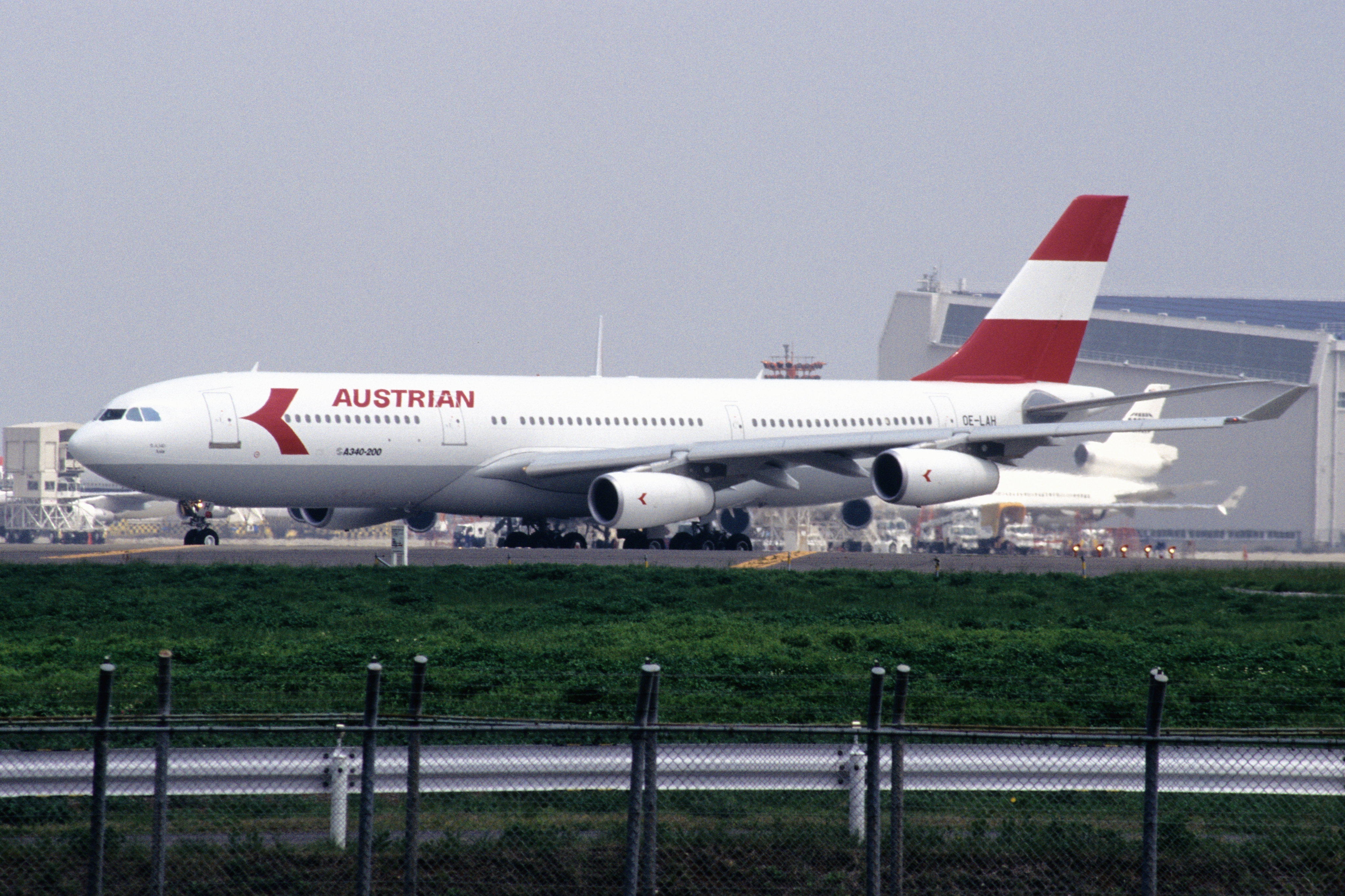
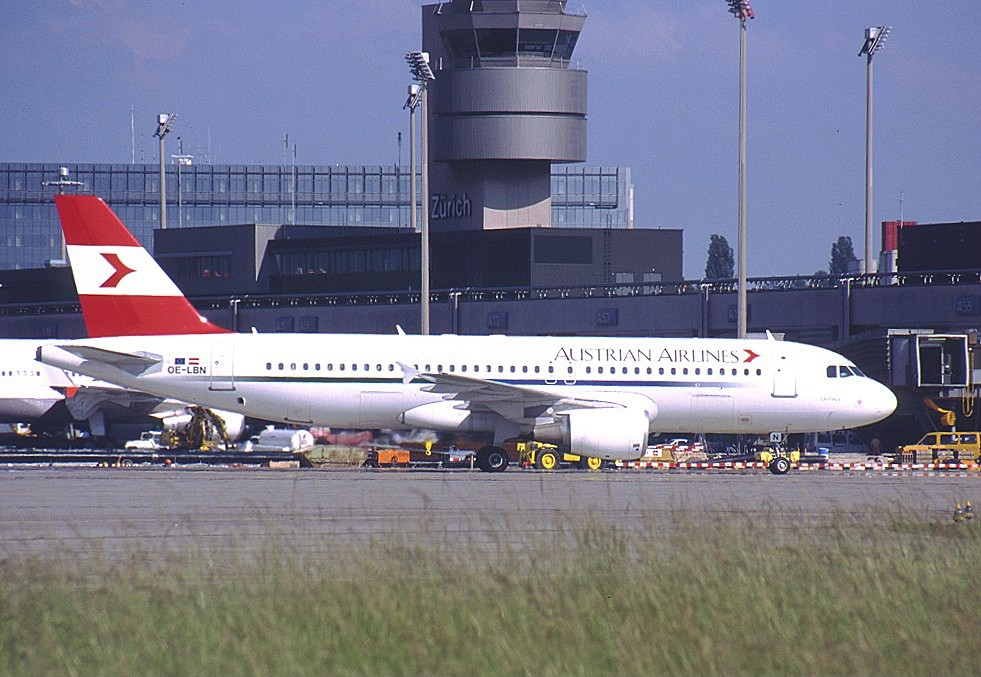
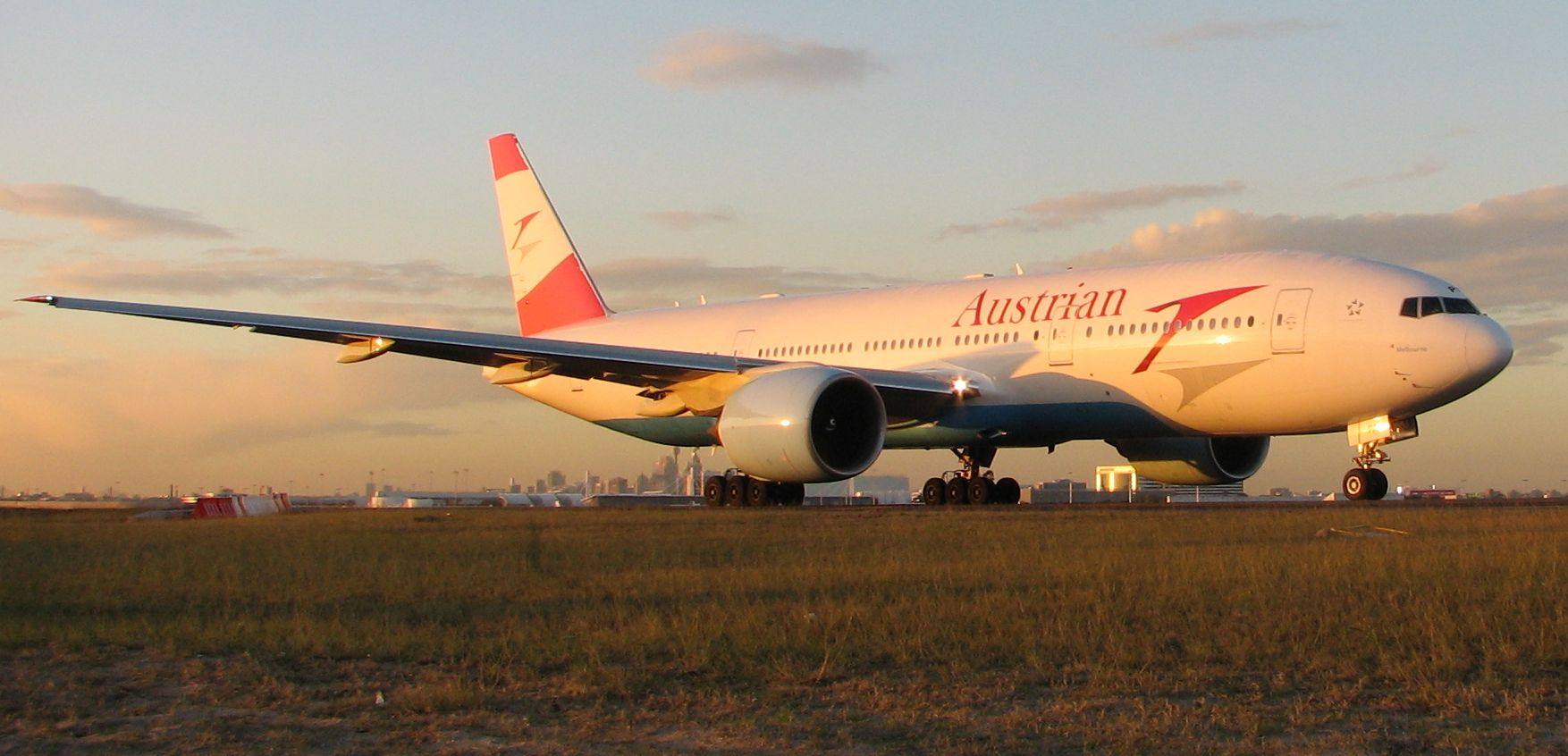
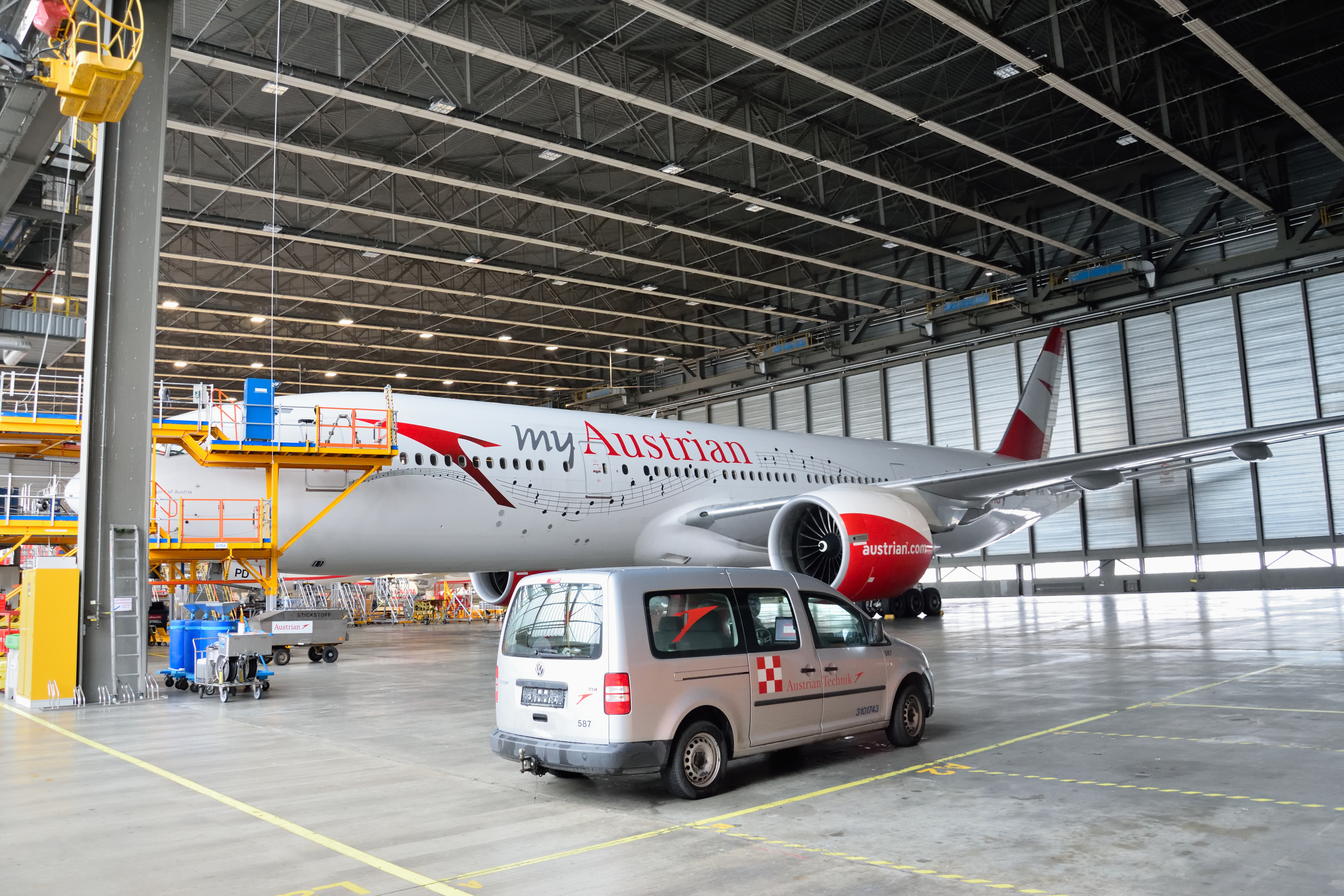
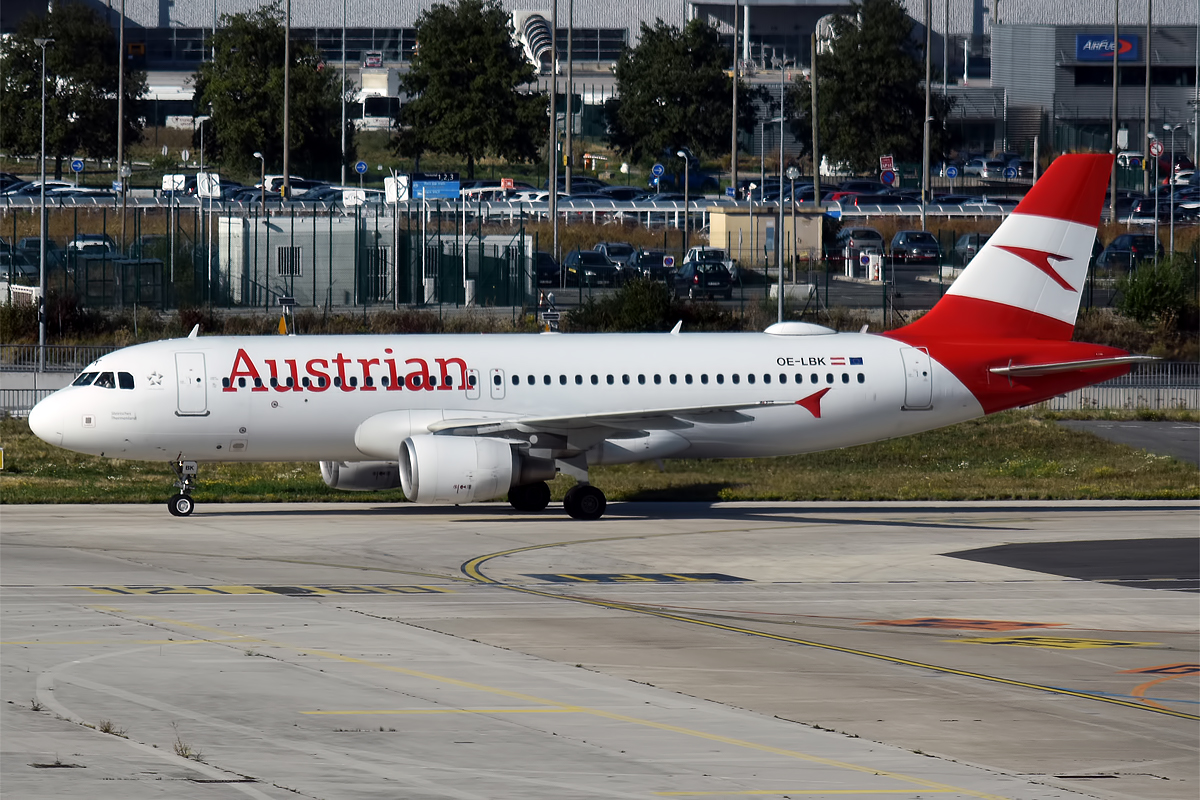
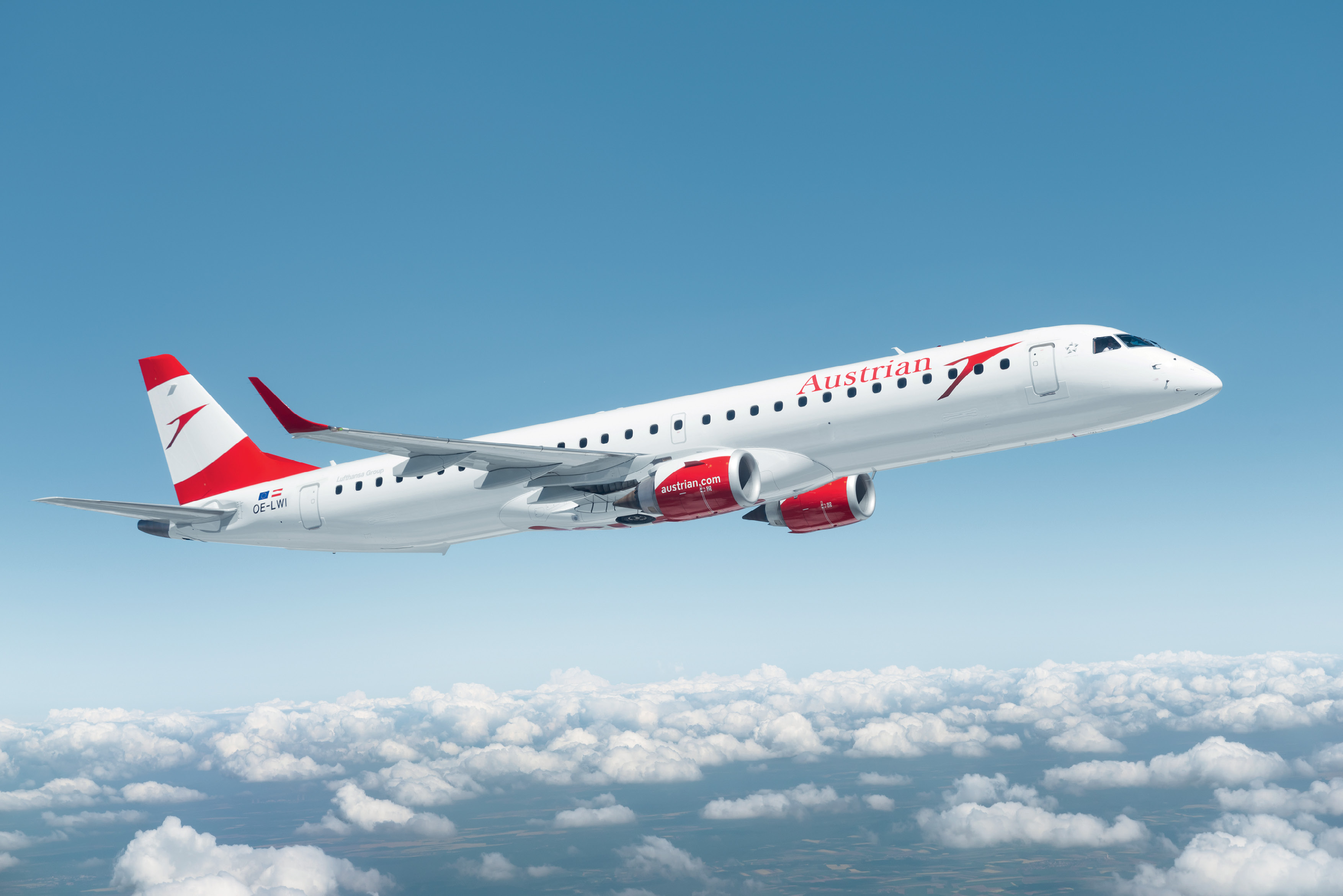

## Identité visuelle
Voici l'évolution de l'identité visuelle d'Austrian Airlines :

## Flotte
En mars 2022, les appareils suivants sont en service au sein de la flotte d'Austrian Airlines,,:
| Appareils        | Nombre | En commande | Passagers | Passagers | Passagers | Passagers | Notes |
| ---------------- | ------ | ----------- | --------- | --------- | --------- | --------- | --- |
| Appareils        | Nombre | En commande | B         | E+        | E         | Total     | Notes |
| Airbus A320-200  | 18     | —           | var.      | —         | var.      | 168       | |
| Airbus A320-200  | 18     | —           | var.      | —         | var.      | 174       | |
| Airbus A320-200  | 11     | —           | var.      | —         | var.      | 180       | 4 exploités par Eurowings Europe                                                                         |
| Airbus A321-100  | 3      | —           | var.      | —         | var.      | 200       | |
| Airbus A321-200  | 3      | —           | var.      | —         | var.      | 200       | |
| Boeing 767-300ER | 3      | —           | 26        | 18        | 167       | 211       | ex-Lauda Air Sera remplacé par des Boeing 787-9                                                          |
| Boeing 787-9     | 2      | 9           | 26        | 21        | 247       | 294       | Première livraison prévue été 2024                                                                       |
| Boeing 777-200ER | 6      | —           | 38        | 24        | 244       | 306       | Quatre provenant de Lauda Air et deux loués à AerCap depuis 2014-2018 Sera remplacé par des Boeing 787-9 |
| Embraer 195      | 17     | —           | var.      | —         | var.      | 120       | |
| Total            | 61     | 0           |           |           |           |           | |

| - Dash 8-Q400 - Cabine du Dash 8-Q400 - OE-LBP, Airbus A320-214 arborant une livrée rétro - OE-LBA, Airbus A321 d'Austrian Airlines |

Depuis le 1er juillet 2012, tous les vols d'Austrian Airlines sont exploités par Tyrolean, sauf un B777 (OE-LPB) en raison d'une autorisation de transport. En effet, afin de rétablir la rentabilité, la compagnie autrichienne a décidé de renouveler la composition de sa flotte. Comme l'équipage effectue désormais ses vols sous contrat de Tyrolean, la compagnie peut réduire ses coût. De plus, elle entreprend le 13 juillet une acquisition de d'Airbus de la famille A320 pour remplacer ses Boeing 737. Cette unification de type pourra optimiser également le coût d'entretien. De même, elle n'exploitera plus les vols au nom de Lauda Air dès 2013 tandis que pendant l'été 2012, les vols entre Vienne et Dubaï sont assurés par un A340 de Lufthansa et son équipage faute de personnels.
Le 19 avril 2023, la compagnie annonce l'acquisition de dix 787-9 qui remplaceront progressivement les appareils de sa flotte long-courrier à partir de l'été 2024.

### Photos

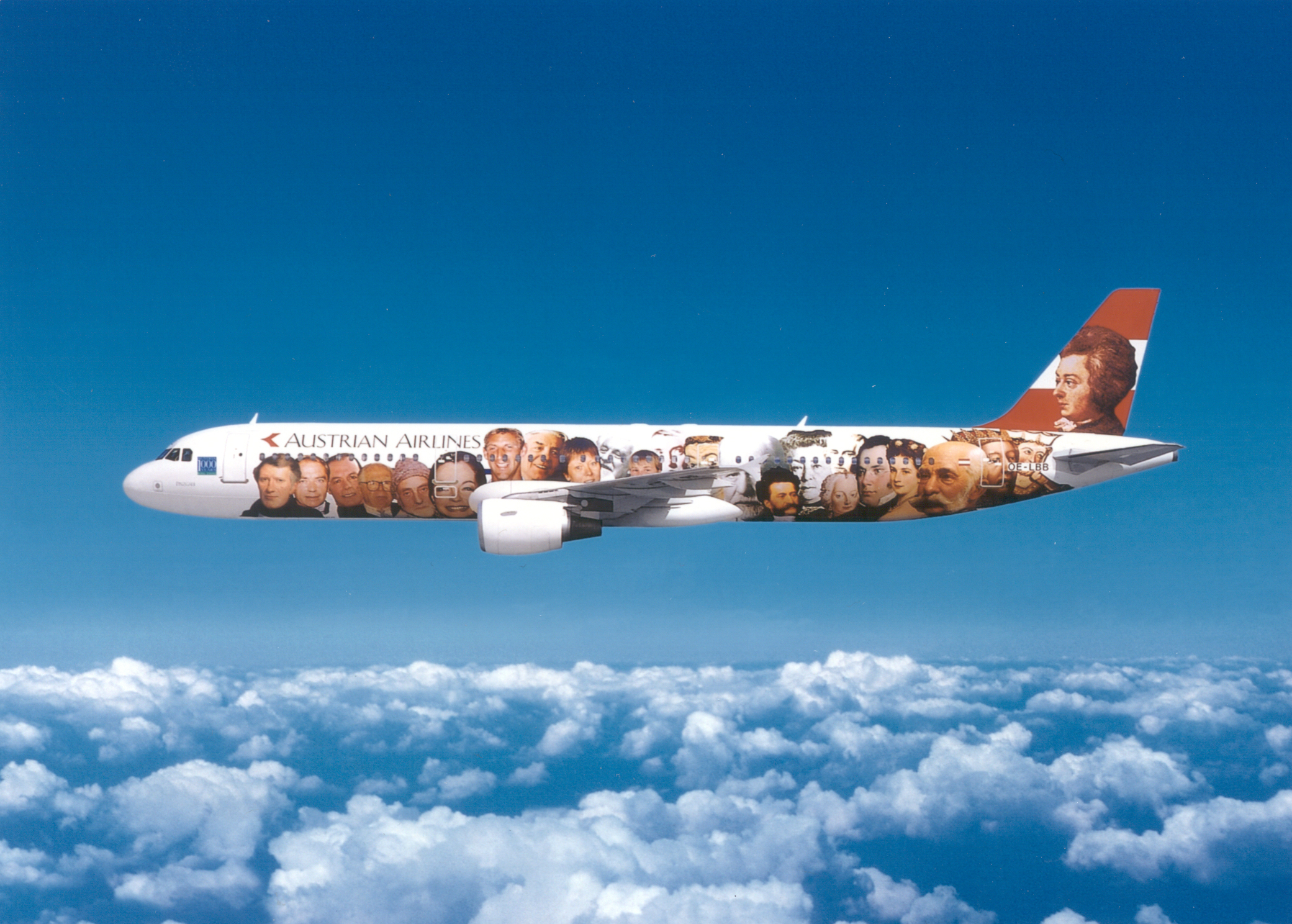
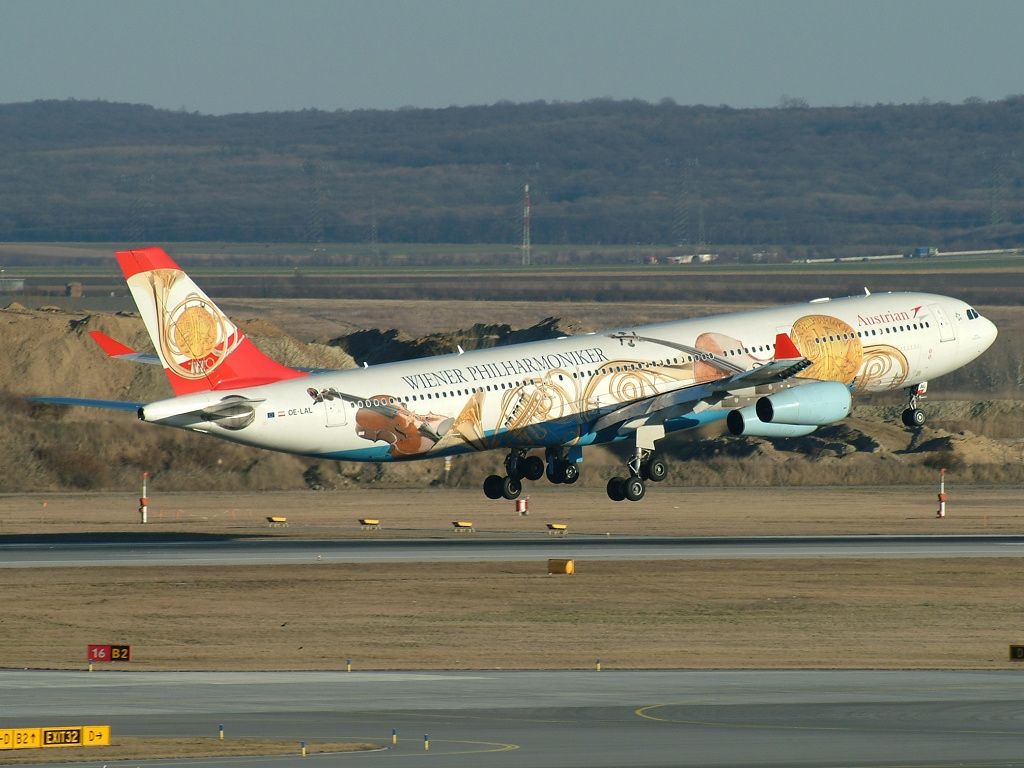
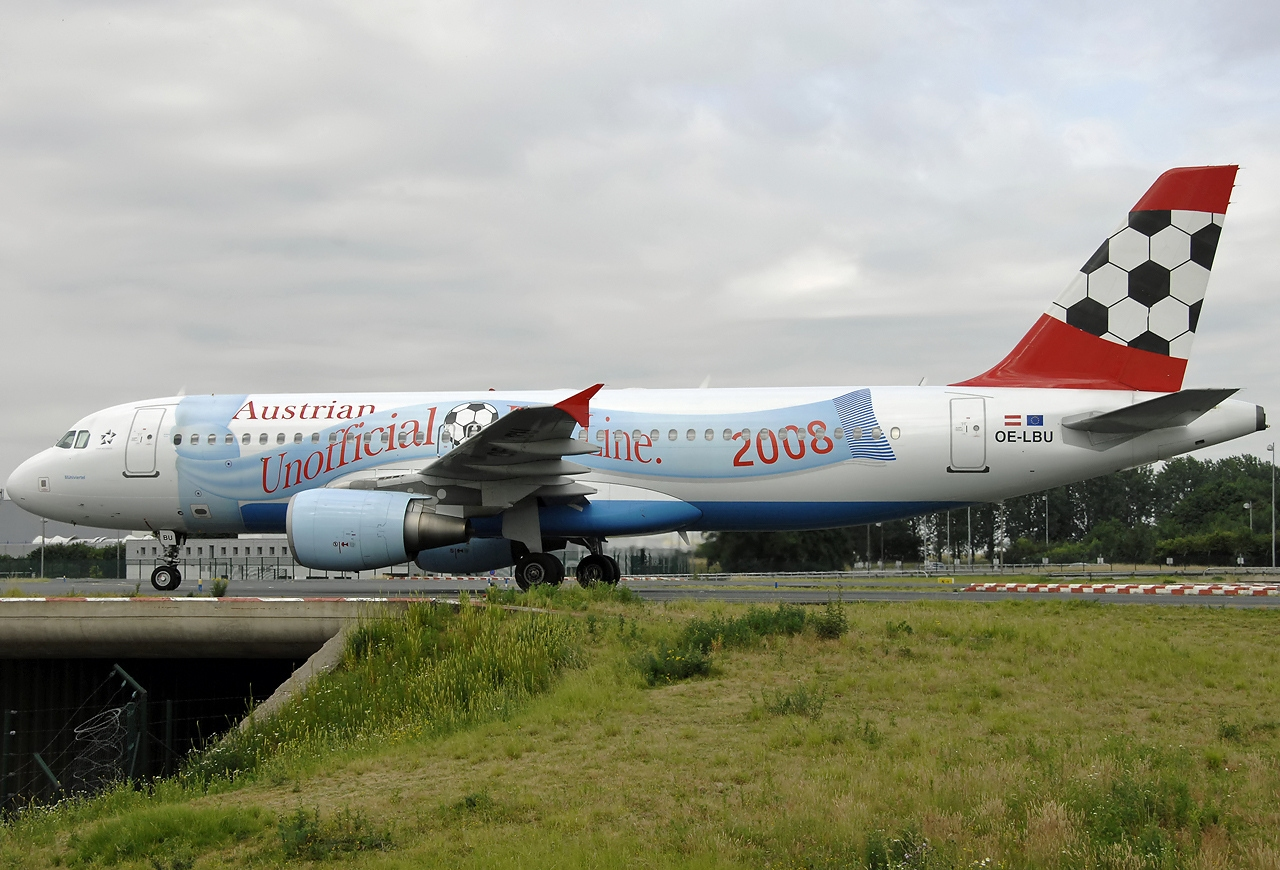
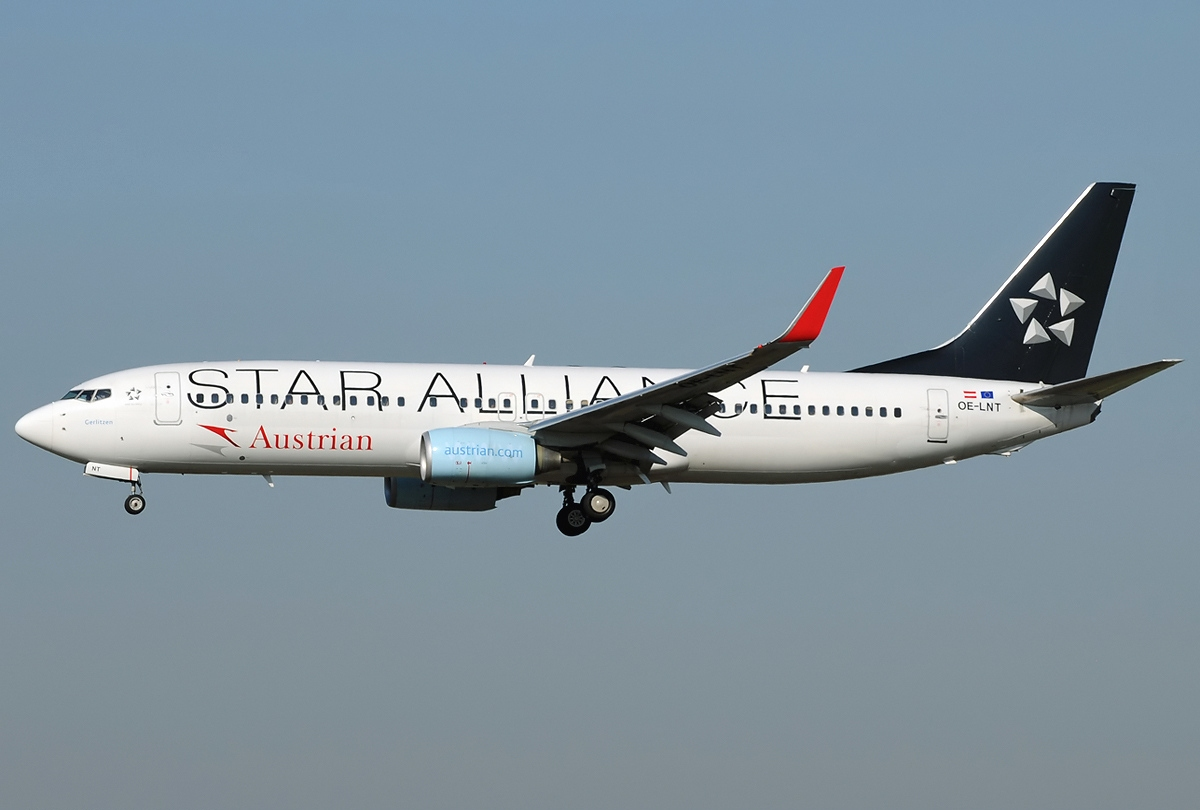
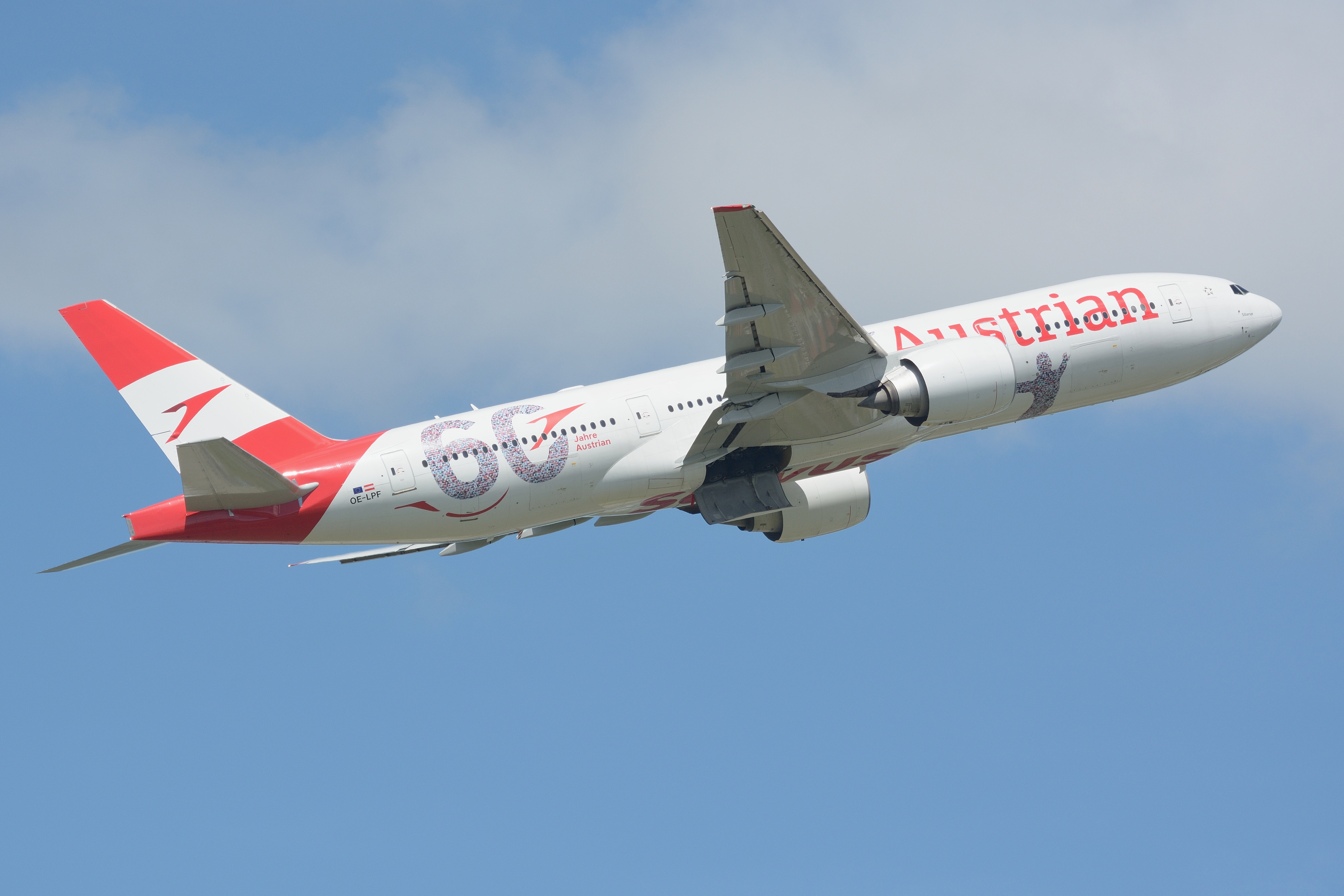